# Madathilparampil Mammen Thomas

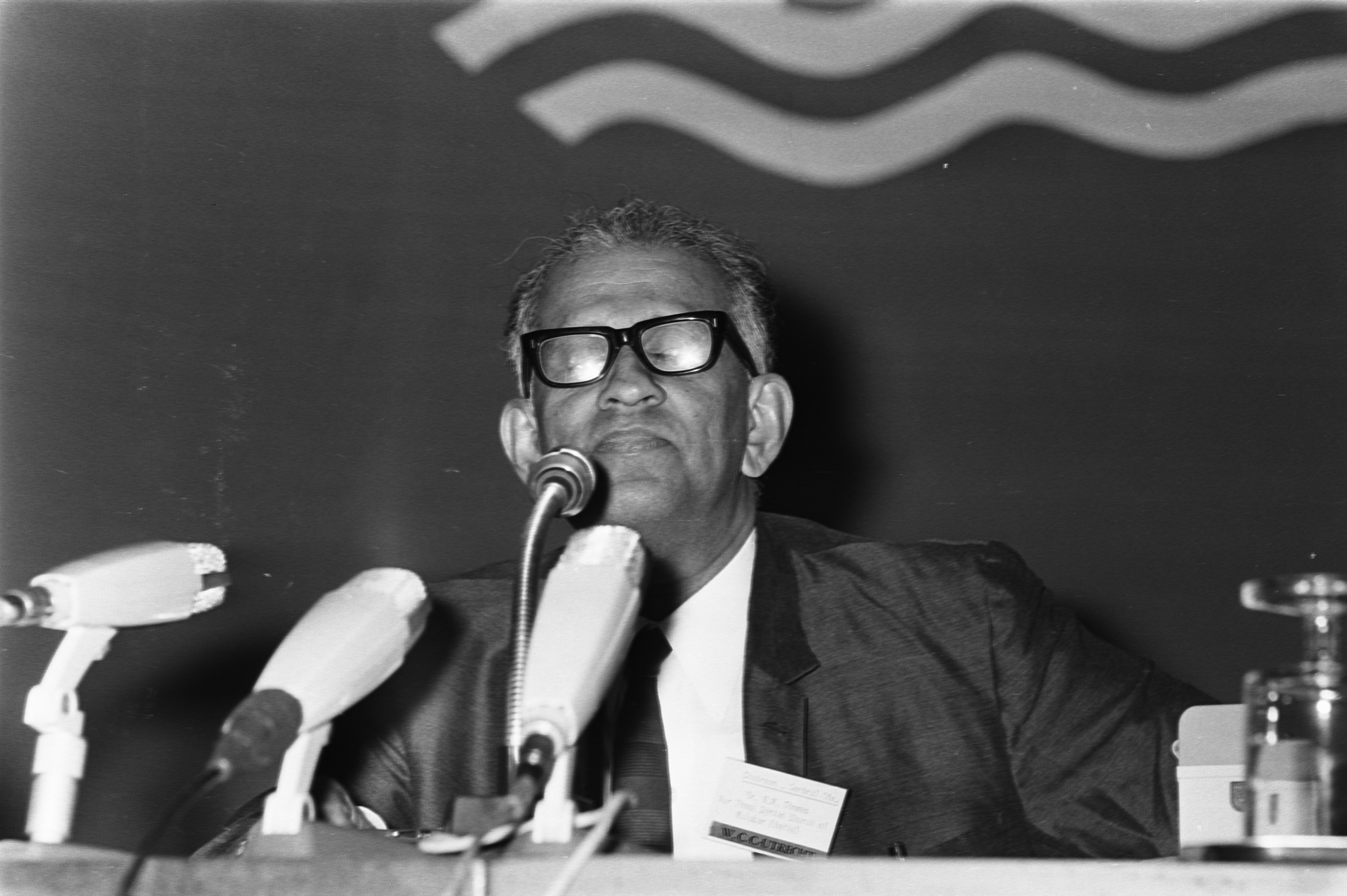
M.M. Thomas (Utrecht, 1972)

Madathilparampil Mammen Thomas (oft auch als M.M. Thomas angesprochen, * 15. Mai 1916 in Kozhencherry (Kerala); † 3. Dezember 1996 in Kerala) war ein südindischer christlicher Theologe und Sozialdenker. Er galt als bedeutende Persönlichkeit der weltweiten ökumenischen Bewegung. Er selbst gehörte der syrisch-orthodoxen Mar-Thoma-Kirche in Indien an.

## Leben und Werk
M.M. Thomas wurde am 15. Mai 1916 in Kozhencherry (Kerala, Indien) geboren. Sein Vater M.M. Mammen war ein Reformationsführer, Drucker und Verleger mit Sitz in Kozhencherry. Er beteiligte sich aktiv in der indischen Unabhängigkeitsbewegung. Seine Mutter Ooriapadickal Mariamma war eine Schullehrerin. M.M. Thomas war das älteste von neun Kindern der Familie.
M.M. Thomas wuchs im Umfeld der Mar-Thoma-Kirche auf, in der sein Vater als Evangelist wirkte. 1931 studierte M.M. Thomas Chemie an einem College in Trivandrum, der Hauptstadt von Kerala. Während dieser Zeit machte er eine persönliche, evangelikal-spirituelle Erfahrung. Infolge dieser persönlichen Erfahrung trat er der Mar-Thoma Youth Union und der Christlichen Studentenbewegung bei. Er engagierte sich in der Evangelisation unter Jugendlichen aus niedrigen Kasten. Bald nach seinem Studienabschluss 1935 nahm er eine Stelle als Lehrer an der Ashramam High School in Perumbavoor an. Diese Schule wurde von der Mar Thoma Church betrieben. Die Lehrer dieser Institution gaben einen Teil ihres bescheidenen Gehaltes an Schüler ärmerer Familien. Anstatt einen lukrativen Job anzunehmen, gründete M.M. Thomas 1937 in Trivandrum, der Hauptstadt von Kerala, ein Waisenhaus.
Von 1945 bis 1947 wirkte M.M. Thomas als erster Vollzeit-Organisationssekretär der Mar-Thoma Jugendbewegung. M.M. Thomas wurde bekannt für seine praktisch-ökumenische Arbeit zunächst als Mitarbeiter der World Student Christian Federation in Genf (1947–1953), dann als Direktor des Christian Institute for the Study of Religion and Society und als Vorsitzender des Zentral- und Exekutivausschusses des Ökumenischen Rates der Kirchen (1968–1975).
Von Mai 1990 bis April 1992 war M.M. Thomas Gouverneur des indischen Bundesstaates Nagaland.
M.M. Thomas thematisierte zeitlebens die Suche nach einem neuen Menschsein in Christus im Kontext moderner indischer sozialer und religiöser Bedingungen. Zu seinen bedeutendsten Werken zählen Christus im neuen Indien (London 1969, Göttingen 1989) und Salvation and Humanization (Madras 1971).
M.M. Thomas starb am 3. Dezember 1996 während einer Zugfahrt im indischen Bundesstaat Kerala. Er wurde in Tiruvalla (Kerala), beigesetzt.